# Paraguay i olympiska sommarspelen 1972
Paraguay deltog i de olympiska sommarspelen 1972 med en trupp bestående av 3 deltagare. Ingen av landets deltagare erövrade någon medalj.